# Václav Kotal
Václav Kotal (* 2. října 1952 Náchod) je bývalý československý profesionální fotbalista, který hrával na pozici útočníka, a fotbalový trenér.
Získal ocenění „Trenér měsíce Synot ligy“ za březen 2015 (jako kouč Zbrojovky Brno).

## Fotbalová kariéra
Kotal začínal s fotbalem v TJ Tepna Náchod. Poté odešel do Prahy studovat vysokou školu. Při studiu se dostal do výběru vysokých škol a během přípravy na akademické mistrovství světa si ho vyhlédl skaut Sparty. Po odchodu ze Sparty působil v Hradci Králové a poté odehrál jednu sezonu v kyperském Omonia Aradippou. V roce 1988 se stal hrajícím trenérem v rakouském celku 1. SV Vitis. Po konci ve Vitisu krátce působil jako hrající trenér v Náchodě, v Broumově (se kterým postoupil do I.A třídy) a v Černilově.

## Ligová bilance
| Ročník                                   | Zápasy | Góly | Minuty | Klub                |
| ---------------------------------------- | ------ | ---- | ------ | ------------------- |
| 1. československá fotbalová liga 1973/74 | 4      | 0    | -      | TJ Sparta ČKD Praha |
| 1. československá fotbalová liga 1974/75 | 19     | 3    | -      | TJ Sparta ČKD Praha |
| 1. československá fotbalová liga 1976/77 | 29     | 2    | -      | TJ Sparta ČKD Praha |
| 1. československá fotbalová liga 1977/78 | 19     | 0    | 1651   | TJ Sparta ČKD Praha |
| 1. československá fotbalová liga 1978/79 | 15     | 8    | 1320   | TJ Sparta ČKD Praha |
| 1. československá fotbalová liga 1979/80 | 21     | 9    | 1772   | TJ Sparta ČKD Praha |
| 1. československá fotbalová liga 1980/81 | 26     | 7    | 2129   | TJ Sparta ČKD Praha |
| 1. československá fotbalová liga 1981/82 | 25     | 2    | 2201   | TJ Sparta ČKD Praha |
| 1. československá fotbalová liga 1982/83 | 11     | 0    | 834    | TJ Sparta ČKD Praha |
| 1. LIGA CELKEM                           | 167    | 31   | 9907   |                     |

## Trenérská kariéra
Po ukončení hráčské kariéry se stal sportovním ředitelem v Hradci, kam v roce 1997 na trenérskou pozici dosadil Jaroslava Hřebíka. Následně krátce trénoval FK Kolín a FK Baumit Jablonec, poté působil několik let v pražské Spartě jako trenér B-týmu a skaut. Poprvé na sebe výrazně upozornil v sezoně 2009/10, když s týmem Hradce Králové vyhrál druhou ligu a po sedmi letech dovedl tento klub zpět do první ligy. V následující sezoně s ním hrál odvážný fotbal a vybojoval 41 bodů, které stačily na 8. místo. I další rok dokázal tým udržet v nejvyšší české fotbalové soutěži. V červenci 2012 byl jmenován trenérem v Jablonci, ale po nepřesvědčivých výsledcích byl na jaře 2013 odvolán.
Od září 2013 trénoval Zbrojovku Brno, kterou postupně herně stabilizoval a opakovaně ji dovedl k záchraně v české lize. V sezoně 2015/16 se Brno umístilo na 6. místě, což byl nejlepší výsledek klubu od roku 2008. Smlouva trenéru Kotalovi ale nebyla po vypršení prodloužena a v červnu 2016 ve Zbrojovce skončil. Poté měl převzít českou reprezentaci do 19 let, nakonec převzal českou reprezentaci do 17 let. Po ukončení dvouletého cyklu měl převzít reprezentaci do 16 let, to ale nechtěl, a po domluvě s technickým ředitelem FAČR Jiřím Kotrbou u reprezentací skončil. Krátce poté ho kontaktoval Jaroslav Hřebík s nabídkou trénování znovu založeného béčka Sparty a Kotal nabídku přijal. Dne 18. února 2020 se stal hlavním trenérem klubu AC Sparta Praha. Se Spartou vyhrál v sezoně 2019/20 pohár. Odvolán z funkce byl 3. února 2021. V červnu 2021 se stal trenérem divizního FK Náchod. Poté pracoval ve Viktorii Žižkov, se kterou postoupil z třetí ligy do druhé. V září 2023 byl jmenován koučem Hradce Králové.28. února 2024 ze zdravotních důvodů na tento post rezignoval.

## Osobní život
Kotal je absolventem VŠE v Praze, v oboru Finance na Národohospodářské fakultě.